# 维克多·奥莱亚
维克多·阿宾波拉·奥莱亚，OON（英語：Order of the Niger，1930年12月31日—2020年2月12日）是尼日利亚吹奏乐器演奏家，以强节奏爵士乐的音乐风格于1950年代风靡全国，被该国《每日时报》誉为“强节奏爵士乐鬼才”。

## 生平
奥莱亚于1930年最后一天出生在卡拉巴尔，在家中24位兄弟姐妹中排行20。其父阿尔弗雷德·奥莱亚和其母巴斯谢巴都是来自埃基蒂州的约鲁巴人。奥莱亚幼年时即展现出学习大号和圆号的热情。1951年，他在拉各斯获美国霍华德大学土木工程专业录取，但他坚持走上演艺道路，之后加入了波比·本森的即兴演奏乐团。
1954年，奥莱亚成立了自己的乐队——“酷猫乐队”，演奏强节奏爵士乐。1956年，酷猫乐队被选中参与伊丽莎白二世女王访尼音乐会，后于1960年尼日利亚独立时、1963年建立共和制政体时同样受邀演奏。1963年，奥莱亚在参加于捷克斯洛伐克举办国际爵士乐节的时把自己的乐队改名为“全明星”乐队。
2009年，奥莱亚获得尼日利亚第二高等级的勋章尼日尔河勋章。2020年2月12日，他在拉各斯大学附属医院病逝，享寿89周岁。其女莫吉·奥莱亚是一名瑙莱坞演员，于2017年因心脏病离世，享年42周岁。

## 音乐风格
维克多·奥莱亚的演奏风格深受詹姆斯·布朗的影响，号角和声部分具有他的风格，而非Afrobeat常见的齐奏风格。奥莱亚的音乐中对鼓手托尼·艾伦的摇摆打击风格有所体现，但不包括艾伦后来引领的切分形式。
奥莱亚曾和加纳的强节奏爵士乐手E·T·门萨合作出品过专辑，也曾和托尼·艾伦及费拉·库蒂三人一道演奏，之后都声名大噪。